# Flaggjunkare
Flaggjunkare var en militär grad, som sedan 1796 tilldelades underofficerare vid Arméns flotta vilka avlagt officersexamen. År 1799 infördes denna grad även i örlogflottan. Graden var en ren hedersbevisning då innehavaren bibehöll sin tjänst och lön på stat. Vid skärgårdsflottans och örlogsflottans sammanslagning 1824 upphörde graden att utdelas.
I skärgårdsartilleriet var flaggjunkare den högsta underofficersgraden, över styckjunkare och sergeant. När kustartilleriet bildades blev flaggjunkare en specialbenämning för flaggunderofficerare vid minavdelningen. Vid tjänsteställningsreformen 1972 blev kustartilleriets flaggjunkare kaptener i kompaniofficerskåren.